# Kraljeva Sutjeska
Kraljeva Sutjeska (in lingua italiana: Valle dei re) è una località del comune di Kakanj, nella Bosnia ed Erzegovina, facente parte, a livello amministrativo, del cantone di Zenica-Doboj. 
Il villaggio è situato a 12 km da Kakanj, nella Bosnia centrale. Il centro del paese si trova in una valle attraversata dal fiume Trstionica.
In epoca medievale, assieme alla cittadella fortificata di Bobovac, Kraljeva Sutjeska fu la sede ufficiale - nonché il luogo di sepoltura - di vari sovrani Kotromanić del Regno di Bosnia (1377-1463) come Tvrtko I, Tvrtko II e Stjepan Tomaš.
Tra gli edifici storici ivi situati sono presenti anche il monastero francescano di Kraljeva Sutjeska del XIV secolo (la cui biblioteca contiene 11 000 volumi tra cui 31 incunaboli e alcune opere redatte in cirillico bosniaco) e una moschea intitolata a Maometto II, del XIV secolo, asserita essere la più antica della Bosnia ed Erzegovina.